# Catedrala Sfinții Chiril și Metodie din Praga
Catedrala „Sfinții Chiril și Metodie” din Praga (în cehă Pravoslavný chrám svatého Cyrila a Metoděje), mai demult Biserica „Sfântul Carol Borromeus”, este principalul lăcaș de cult al Bisericii Ortodoxe din Cehia.
Edificiul a fost construit în anii 1730–1736 ca biserică romano-catolică, după planurile lui Kilian Ignaz Dientzenhofer. În anul 1935 a fost cedată comunității ortodoxe din Praga.
În data de 27 mai 1942 a avut loc în apropierea bisericii un atentat asupra comandantului nazist Reinhard Heydrich, în urma căruia acesta a murit câteva zile mai târziu. Atentatorii s-au refugiat în cripta lăcașului înainte de a-și continua evadarea. Acest fapt a fost folosit de autoritățile naziste ca motiv pentru condamnarea la moarte și execuția episcopului ortodox Gorazd Pavlík.